# Gorre
Gorre település Franciaországban, Haute-Vienne megyében. Lakosainak száma 388 fő (2022. január 1.). Gorre Séreilhac, Champsac, Pageas és Saint-Laurent-sur-Gorre községekkel határos.

## Népesség
A település népességének változása:
| Lakosok száma | 393  | 391  | 414  | 401  | 396  | 388  | 389  | 389  | 388  |
|               | 2013 | 2015 | 2016 | 2017 | 2018 | 2019 | 2020 | 2021 | 2022 |